# Royal Shakespeare Theatre
Il Royal Shakespeare Theatre è un teatro inglese che si trova a Stratford-upon-Avon, città natale di William Shakespeare. Proprio a lui ed al suo lavoro è dedicato lo stabile, la cui proprietà è della Royal Shakespeare Company, che tuttora vi allestisce i propri lavori.

## Storia
Il teatro sorge nello stesso luogo del vecchio Shakespeare Memorial Theatre, un teatro inaugurato il 19 aprile 1879 ma che venne distrutto da un incendio il 6 marzo 1926. L'edificazione di un nuovo stabile ad uso spettacolo, su progetto dell'architetto Elisabeth Scott, avvenne pochi anni dopo e vide l'inaugurazione il 23 aprile 1932: il padrino fu il Principe di Galles.
Il vecchio edificio, con interni lignei e struttura in muratura, venne inaugurato con Molto rumore per nulla, commedia del bardo inglese. Ospitò anche diversi festival a lui dedicati, interrotti dalla furia della prima guerra mondiale. L'incendio, che distrusse gli interni, preservò però il museo e la biblioteca che vi erano all'interno.
La nuova struttura, progettata con linee più essenziali vicine al modernismo europeo, mantiene all'interno l'auditorium, la libreria ed il museo dedicato al poeta inglese.
Tra i direttori artistici del teatro si può citare Barry Vincent Jackson che fu nominato dal 1945.